# Grand Prix automobile d'Autriche 1999
GP précédent GP suivant
Le Grand Prix automobile d'Autriche 1999 (Grosser Preis von Österreich 1999), disputé sur l'A1 Ring en Autriche le 25 juillet 1999, est la 639e épreuve de l'histoire du championnat du monde de Formule 1 courue depuis 1950 et la neuvième manche du championnat 1999.

## Classement
| Pos. | No | Pilote                | Écurie             | Tours | Temps/Abandon                      | Grille | Points |
| ---- | -- | --------------------- | ------------------ | ----- | ---------------------------------- | ------ | ------ |
| 1    | 4  | Eddie Irvine          | Ferrari            | 71    | 1 h 28 min 12 s 438 (208,587 km/h) | 3      | 10     |
| 2    | 2  | David Coulthard       | McLaren-Mercedes   | 71    | + 0 s 313                          | 2      | 6      |
| 3    | 1  | Mika Häkkinen         | McLaren-Mercedes   | 71    | + 22 s 282                         | 1      | 4      |
| 4    | 8  | Heinz-Harald Frentzen | Jordan-Mugen-Honda | 71    | + 52 s 803                         | 4      | 3      |
| 5    | 10 | Alexander Wurz        | Benetton-Playlife  | 71    | + 1 min 06 s 358                   | 10     | 2      |
| 6    | 12 | Pedro Diniz           | Sauber-Petronas    | 71    | + 1 min 10 s 933                   | 16     | 1      |
| 7    | 19 | Jarno Trulli          | Prost-Peugeot      | 70    | + 1 tour                           | 13     |        |
| 8    | 11 | Damon Hill            | Jordan-Mugen-Honda | 70    | + 1 tour                           | 11     |        |
| 9    | 3  | Mika Salo             | Ferrari            | 70    | + 1 tour                           | 7      |        |
| 10   | 18 | Olivier Panis         | Prost-Peugeot      | 70    | + 1 tour                           | 18     |        |
| 11   | 21 | Marc Gené             | Minardi-Ford       | 70    | + 1 tour                           | 22     |        |
| 12   | 9  | Giancarlo Fisichella  | Benetton-Playlife  | 68    | Moteur                             | 12     |        |
| 13   | 20 | Luca Badoer           | Minardi-Ford       | 68    | + 3 tours                          | 19     |        |
| 14   | 17 | Johnny Herbert        | Stewart-Ford       | 67    | + 4 tours                          | 6      |        |
| 15   | 23 | Ricardo Zonta         | BAR-Supertec       | 63    | Embrayage                          | 15     |        |
| Abd. | 16 | Rubens Barrichello    | Stewart-Ford       | 55    | Moteur                             | 5      |        |
| Abd. | 11 | Jean Alesi            | Sauber-Petronas    | 49    | Panne d'essence                    | 17     |        |
| Abd. | 14 | Pedro de la Rosa      | Arrows             | 38    | Sortie de piste                    | 21     |        |
| Abd. | 5  | Alessandro Zanardi    | Williams-Supertec  | 35    | Panne d'essence                    | 14     |        |
| Abd. | 22 | Jacques Villeneuve    | BAR-Supertec       | 34    | Arbre de transmission              | 9      |        |
| Abd. | 15 | Toranosuke Takagi     | Arrows             | 25    | Moteur                             | 20     |        |
| Abd. | 6  | Ralf Schumacher       | Williams-Supertec  | 8     | Sortie de piste                    | 8      |        |

## Pole position et record du tour
- Pole position : Mika Häkkinen en 1 min 10 s 954 (vitesse moyenne : 219,134 km/h).
- Meilleur tour en course : Mika Häkkinen en 1 min 12 s 107 au 39e tour (vitesse moyenne : 215,630 km/h).

## Tours en tête
- David Coulthard : 39 (1-39)
- Eddie Irvine : 32 (40-71)

## Statistiques
- 2e victoire pour Eddie Irvine.
- 123e victoire pour Ferrari en tant que constructeur.
- 123e victoire pour Ferrari en tant que motoriste.